# Ny bil
En ny bil er en bil, som ikke har haft andre ejere og som er fabriksny. Biler, som har stået på lager i nogle måneder, kaldes også fabriksnye. En ny bil købes som oftest hos en bilforhandler med autorisation til det pågældende bilmærke. 
| Stub | Spire Denne bilrelaterede artikel er en spire som bør udbygges. Du er velkommen til at hjælpe Wikipedia ved at udvide den. |